# Adam Malik

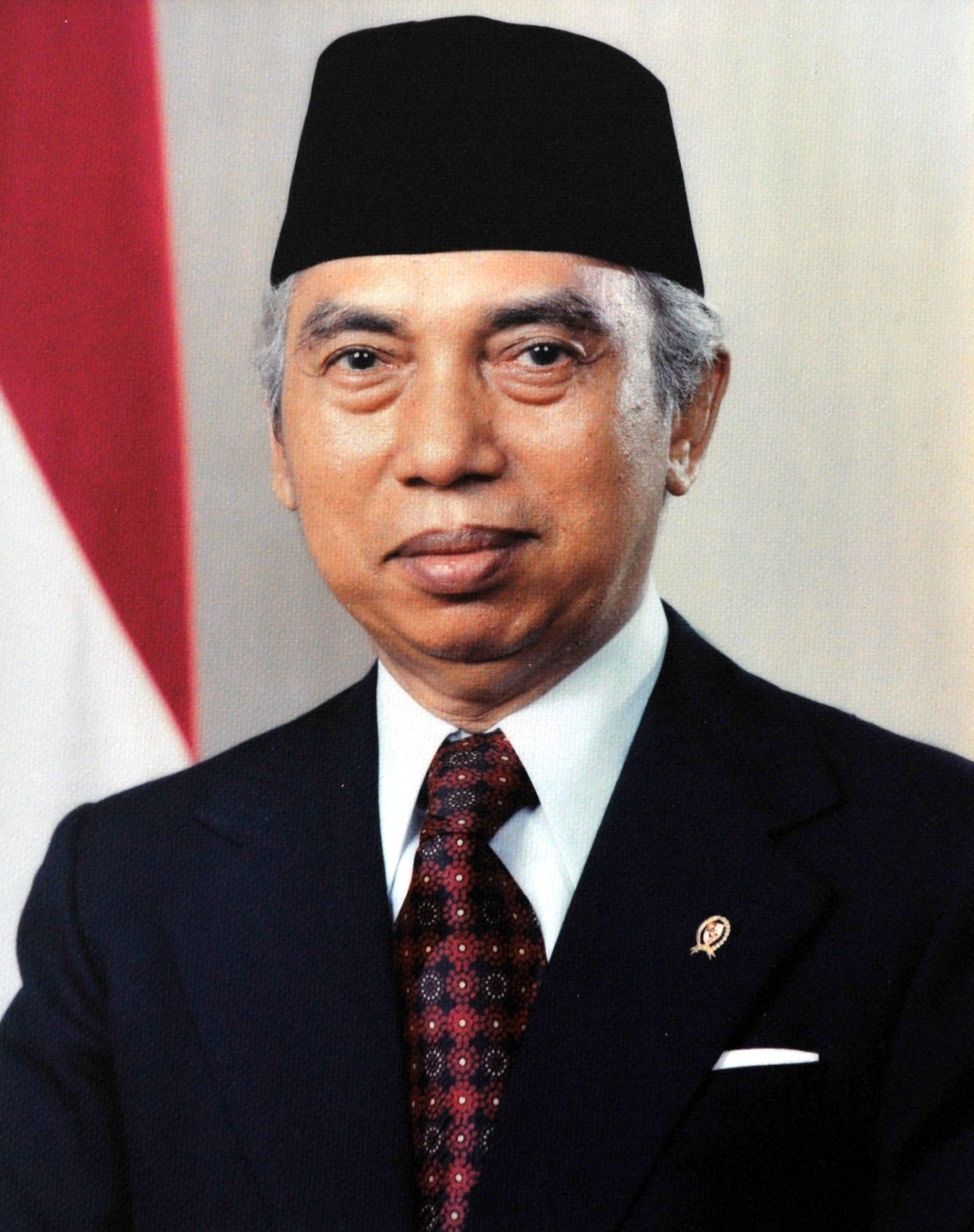
Adam Malik, 1978

Adam Malik (* 22. Juli 1917 in Pematang Siantar, Nordsumatra; † 5. September 1984 in Bandung, West-Java) war seit 1966 Außenminister von Indonesien. Außerdem diente er als indonesischer Vizepräsident von 1978 bis 1983.
Zuvor war Malik zwischen 1959 und 1963 Botschafter in der Sowjetunion und Polen. Herausragend waren dabei die Verhandlungen mit den Niederlanden über die Situation von West Irian. Sein politisches Geschick brachte ihm den Beinamen „Kantjil“ (Zwerghirsch) ein, eine Bezeichnung, die im Deutschen mit „Reineke Fuchs“ (Zähigkeit und Schläue) korrespondiert.
Von 1966 bis 1977 war Malik Außenminister Indonesiens. 1971 fungierte er als Vorsitzender der UN-Generalversammlung.
Ihm zu Ehren wird seit 2002 der Adam Malik Preis als nationaler Medienpreis in Indonesien verliehen.